# Ornus
Ornus  é um gênero botânico da família Oleaceae

## Espécies
Composto por 21 espécies:
Ornus americana Ornus cappadocica Ornus corymbosa
Ornus cuspidata Ornus dipetala Ornus europaea
Ornus floribunda Ornus globifera Ornus glomerata
Ornus greggii Ornus lanceolata Ornus mammifera
Ornus moorcroftiana Ornus nana Ornus ornus
Ornus quadrialata Ornus rotundifolia Ornus striata
Ornus strigata Ornus urophylla Ornus xanthoxyloides

## Nome e referências
Ornus G. Don, 1837